# Штурмовики (Зоряні війни)
Штурмовики (англ. Stormtroopers) — елітні воїни Галактичної Імперії у фантастичному всесвіті Зоряних війн, який створив Джордж Лукас. Неформальна назва — шоломоголові. Це члени елітного ударного підрозділу Імперської армії, що складали основу штурмового корпусу, який був частиною військ наземного базування Галактичної Імперії. Штурмовиків відрізняла беззастережна відданість засновнику Імперії — Імператору Шиву Палпатіну і нездатність зрадити ні його, ні імперський режим.
Штурмовики носили білу броню поверх чорного щільного костюма, яка крім гарного зовнішнього вигляду була оснащена великим спектром обладнання для виживання і контролю температури, що дозволяло його власникові вижити в більшості несприятливих середовищ. Однак броня мала обмежений захист проти влучень з бластера.

## Розробка дизайну
Дизайн штурмовиків мав виглядати "страхітливого, але водночас суперкрутого та суперчистого", а шоломи - "дуже стилізованими черепами". У ранніх чернетках "Зоряних війн" і концептуальних проектах Ральфа Маккуорі штурмовики мали володіти світловими мечами та ручними щитами, як звичайною зброєю, а не тільки джедаїв чи ситхів.
Джордж Лукас, складаючи довідкову інформацію в 1977 році, стверджував, що в корпусі штурмовиків були жінки, хоча на "Зірці смерті" їх було небагато. Він припустив, що їх було багато в інших підрозділах.

## Різновиди

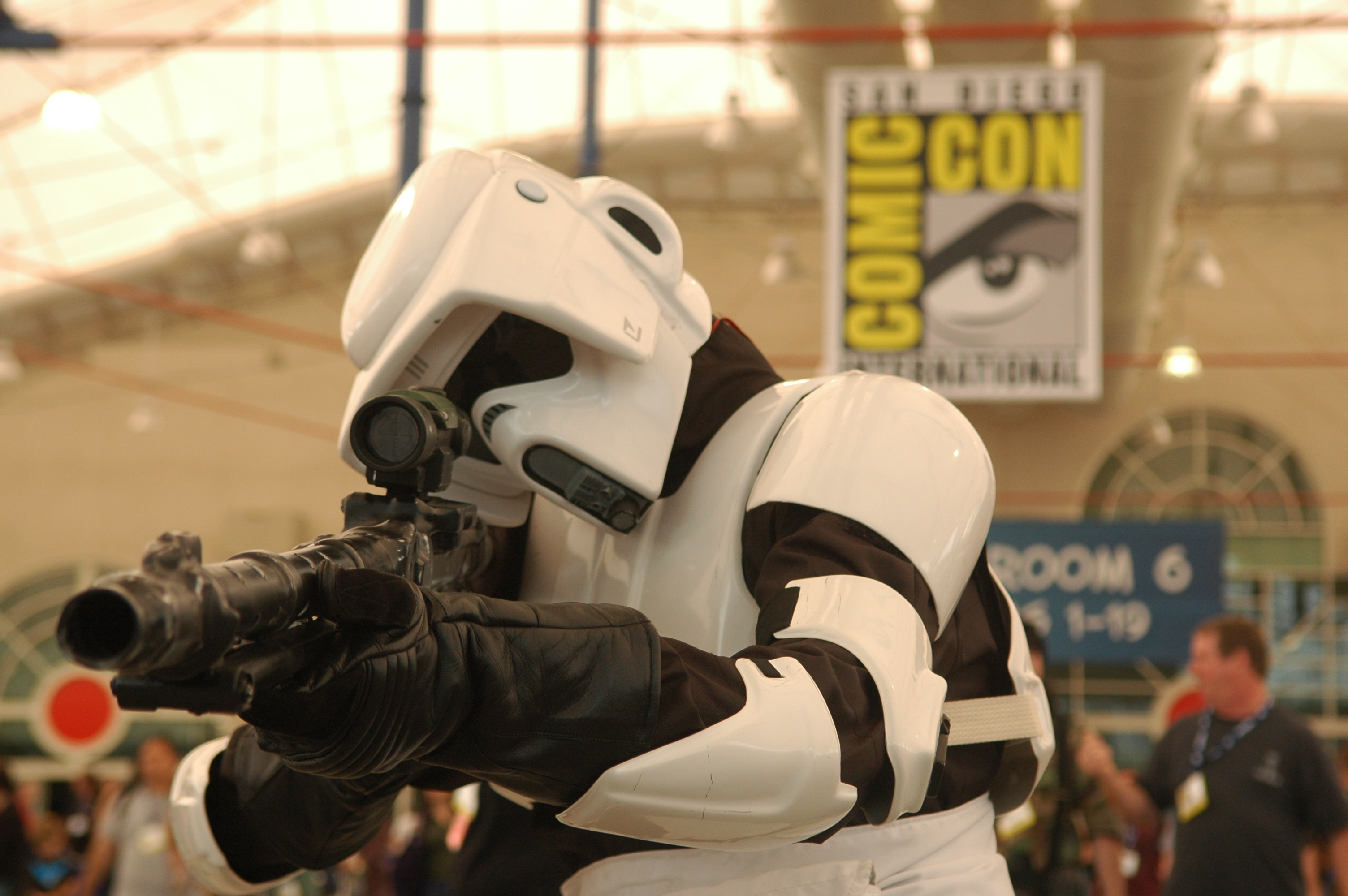
Косплей штурмовика-розвідника із снайперською гвинтівкою.

Поряд зі звичайними штурмовиками, в складі корпусу також були кілька спеціалізованих підрозділів призначений для виконання спеціальних завдань або боїв в особливих умовах.
- Штурмовики-розвідники — солдати, призначені для далекої розвідки та патрулювання периметру на швидкісних гравіциклах, спеціально навчені виживанню в умовах відсутності постачання. В Розширеному Всесвіті розвідники також використовувались як снайпери.
- Летючі штурмовики — оснащені реактивними ранцями десантники, призначені для підтримки наземних військ з повітря, атаки у важкодоступній місцевості або висадки «на голови» ворогів.
- Снігові штурмовики — солдати в термостійкій броні, спеціально навчені битися в дуже холодному кліматі.
- Космічні штурмовики — солдати в герметичних броньованих скафандрах, призначені для ведення бою у відкритому космосі. В Розширеному Всесвіті також відомі як штурмовики нульової гравітації.
- Штурмовики-палії — штурмовики, озброєні вогнеметами. Відрізнялись червоним маркуванням броні. В Розширеному Всесвіті палії також були оснащені генераторами захисного поля, яке захищало їх від жару та власного вогню.

### Канонічна історія
- Штурмовики берегової оборони — солдати, призначені для ведення бою в тропічному кліматі. Носили характерну броню піщаного кольору.
- Штурмовики смерті — елітні бійці в чорній броні, які виконували найважливіші завдання та охороняли високопоставлених імперців або важливі військові об'єкти.
- Штурмовики-мінометники — артилеристи, які вели вогонь із портативних мінометів. Відрізнялись помаранчевим маркуванням броні.
- Штурмовики-чистильники — елітні бійці, спеціально навчені для боїв з джедаями. Вони володіли різноманітними видами зброї і вміли опиратись деяким атакам Сили.
- Темні солдати — важкоброньовані солдати і бойові дроїди.
  - Фаза 2 — важкоброньовані солдати, оснащені наплічними плазмовими гарматами
  - Третє покоління — озброєні бластерними гвинтівками важкоброньовані дроїди, невразливі для зарядів ручних бластерів.

### Розширений Всесвіт
- Штурмовики-командири — офіцери штурмового корпусу, які вели рядових штурмовиків в бій і знищували найнебезпечніші цілі. Їхня броня була оснащена генератором захисного поля, яке захищало їх від ворожо вогню і ударів світлового меча.
- Тіньові штурмовики — оснащені маскувальними пристроями солдати, які наносили удари в спину. Вони підпорядковувались безпосередньо командирам і за їхніми наказами знищували найважливіші цілі.
- EVO-штурмовики (від Environmental — пов'язаний із довкіллям) — спеціалізовані штурмовики, призначені для ведення служби на планетах з небезпечним довкіллям. Оскільки такі планети зазвичай були населені не-людьми, для підвищення ефективності їх зазвичай набирали з переконаних ксенофобів.
  - Тіньові EVO-штурмовики — EVO-штурмовики, оснащені маскувальними пристроями.
- Штурмовики порядку — озброєні електропосохами солдати в посиленій броні, призначені для ближнього бою.
- Штурмовики-залякувачі (також відомі як терор-штурмовики) — оснащені маскувальними пристроями кіборги-вбивці, озброєні рукавицями з електризованими лезами. В режимі невидимості могли пересуватись надзвичайно швидко, але під час атаки маскування відключалось, а їхні імпланти були дуже вразливими до електричного ураження.
- Штурмовики небезпечної зони — кіборги у важкій герметичній броні, призначені для боїв в особливо небезпечних середовищах: їхня броня витримувала перебування в концентрованій кислоті або вулканічній лаві, а також відбивала заряди ручних бластерів. Вони були озброєні ударними гвинтівками, які стріляли згустками плазми. При влучанні згустки вибухали, наносячи важкі пошкодження в радіусу чотирьох метрів.
- Темні солдати — серія бойових дроїдів.
  - Фаза 0 — клони-ветерани Війн клонів, яким значну частину тіла замінили на імпланти, щоб поєднати ветеранський досвід і могутність бойових дроїдів. Ці солдати були надзвичайно небезпечними, проте психічно нестабільними, оскільки більшість клонів перетворили на кіборгів насильно. Як наслідок, більшість темних солдатів фази 0 наклали на себе руки.
  - Фаза 1 — швидкі дроїди, озброєні вбудованими в праву руку вібромечами і щитами. Вони були надзвичайно небезпечними в закритих приміщеннях та вузьких коридорах.
  - Фаза 2 — оснащений реактивним ранцем і важкою бронею дроїд, озброєний штурмовою гарматою, яка стріляла потужними плазмовими зарядами і протипіхотними ракетами.
  - Фаза 3 — посилений варіант попередньої фаз, який міг використовуватись не лише як самостійний дроїд, але і як броня, керована живим бійцем. Деякі моделі солдатів фази 3 були оснащені вбудованими в передпліччя важкими бластерами та наплічними ракетними установками, що робило дроїдів мобільною артилерією.
  - Штурмовики-чистильники — високі важкоброньовані дроїди, розроблені для боротьби з джедаями. Вони були озброєні енергоклинками і наплічними гранатометами.
- Солдати-тіні — елітні бійці, які володіли Силою і були навчені бою на світлових мечах. Вони носили броню, оснащену маскувальним пристроєм і укріплену кортозисом — металом, невразливим до ударів світлового меча. Окрім цього, в броню був вбудований особливий кристал з планети Артус-Прайм, заряджений енергією Сили, який значно посилював здібності солдата.

## Цікаві факти
На ранніх роботах художника Ральфа МакКуоррі штурмовики були зображені зі світловими мечами в руках, оскільки згідно з початковими задумами світлові мечі не були зброєю винятково для користувачів Сили.